# Tiny Kahn
Tiny Kahn, de son vrai nom Norman Kahn, né en 1923 à New York et mort le 19 août 1953 dans cette même ville, est un batteur, compositeur et arrangeur de jazz américain.

## Biographie
Norman Kahn, surnommé Tiny (minuscule) par dérision en raison de sa corpulence, commence à jouer de la batterie à l'âge de quinze ans. En 1948, il joue dans l'orchestre de Boyd Raeburn puis avec Georgie Auld, dans le big band de Chubby Jackson et dans la formation bebop de Charlie Barnet.
En 1952-1953, il fait partie de l'orchestre d'Elliot Lawrence où il joue également du vibraphone. Tiny Kahn reste surtout connu pour ses talents de compositeur et d'arrangeur, notamment pour l'orchestre de Woody Herman. Il meurt à trente ans d'une crise cardiaque.

## Sources
- Courte biographie sur le site Allmusic.com